# コア預金
コア預金（コアよきん）とは、随時払い出しが可能な預金のうち、長期間引き出されずに金融機関に滞留する預金のこと。

## 定義
金融庁の「中小・地域金融機関向けの総合的な監督指針」において、下記の通り定義されている。
明確な金利改定間隔がなく、預金者の要求によって随時払い出される預金のうち、引き出されることなく長期間銀行に滞留する預金
また、計算は下記2通りと定められている。
- 標準的手法：以下のうち最小の額を上限とし、満期は5年以内（平均2.5年以内）として銀行が独自に定める
  - 過去5年の最低残高
  - 過去5年の最大年間流出量を現残高から差し引いた残高
  - 現残高の50％相当額
- 内部モデル法：銀行の内部管理上、合理的に預金者行動をモデル化し、コア預金額の認定と期日への振分けを適切に実施

## コア預金モデル
- 間接推計型（AA-Kijimaモデル）
- 直接推計型（ヒストリカル推計型）
- イールドカーブ参照型（DFVモデル）